# 헤일리 스타인펠드
헤일리 스타인펠드(영어: Hailee Steinfeld, 1996년 12월 11일 ~ )는 미국의 배우, 가수이다. 스타인펠드는 2010년 영화 《더 브레이브》의 매티 로스 역할로 널리 이름을 알렸고, 그녀의 연기는 비평가들의 찬사를 받아 미국 아카데미상, 미국 배우 조합상(SAG), 영국 아카데미 영화상(BAFTA)을 비롯한 수많은 사상식에 후보 지명되었다. 그 후 스타인펠드는 《엔더스 게임》(2013), 《로미오 앤 줄리엣》(2013), 《비긴 어게인》(2013)과 《쓰리데이즈 투 킬 》(2014)에서 역할로 유명세를 얻었다. 그녀는 《피치 퍼펙트: 언프리티 걸즈》(2015)와 《피치 퍼펙트 3》(2017)에 에밀리 정크 역할로 출연했으며, 2016년 영화 《지랄발광 17세》의 네이딘 버드 역할로 골든 글로브상 영화 뮤지컬·코미디 부문 여우주연상 후보에 올랐다.
《피치 퍼펙트: 언프리티 걸즈》에서 "Flashlight"를 연기한 후, 스타인펠드는 노래의 커버 버전을 발표하고 리퍼블릭 레코드와 계약하였다. 그녀는 데뷔 싱글 Love Myself(2015)를 발표하고, 이 곡은 여러 국가에서 플래티넘 등급을 받았으며, 뒤이어 그녀는 데뷔 EP Haiz(2015)를 발매했다. 그녀는 이후 미국 빌보드 핫 100 차트 12위를 기록했던 "Starving"(그레이와 제드의 공동 작업)과 "Let Me Go"(알레소, 플로리다 조지아 라인과 앤드류 와트와의 공동 작업)를 포함한 일련의 솔로 싱글을 발표했고, 미국의 메인 스트림 TOP 40 차트에서 14위를 기록했다.

## 성장 과정
스타인펠드는 1996년 12월 11일, 미국 캘리포니아주 로스앤젤레스 타자나에서 개인 피트니스 트레이너인 아버지 피터 스타인펠드와 인테리어 디자이너 어머니 셰리 (결혼전 성씨는 도메인)의 딸로 태어났다. 그녀의 형제자매로는 오빠 그리핀이 한 명 있다. 그녀의 친삼촌 제이크 스타인펠드는 피트니스 트레이너이고, 그녀의 외삼촌은 전직 아역 배우 래리 도메인이다. 그녀의 외사촌인 트루 오브라이언은 스타인펠드가 8세였을 때 TV 광고에 출연하여 그녀가 연기를 하는데 영감을 주었다.
스타인펠드 가족의 종교는 유대교이다. 그녀의 외할아버지는 하프 필리핀계와 하프 아프리카계 미국 흑인이다. 그녀는 아구라힐스와 사우전드오크스에서 성장했고, 어센션 루터란 스쿨, 코네호 초등학교, 콜리나 중학교를 졸업했다. 그녀는 이후 고등학교에 진학하지 않고 2008년부터 2015년 6월까지 홈스쿨링을 했다.

## 경력

### 2007-2014: 초기 경력과더 브레이브

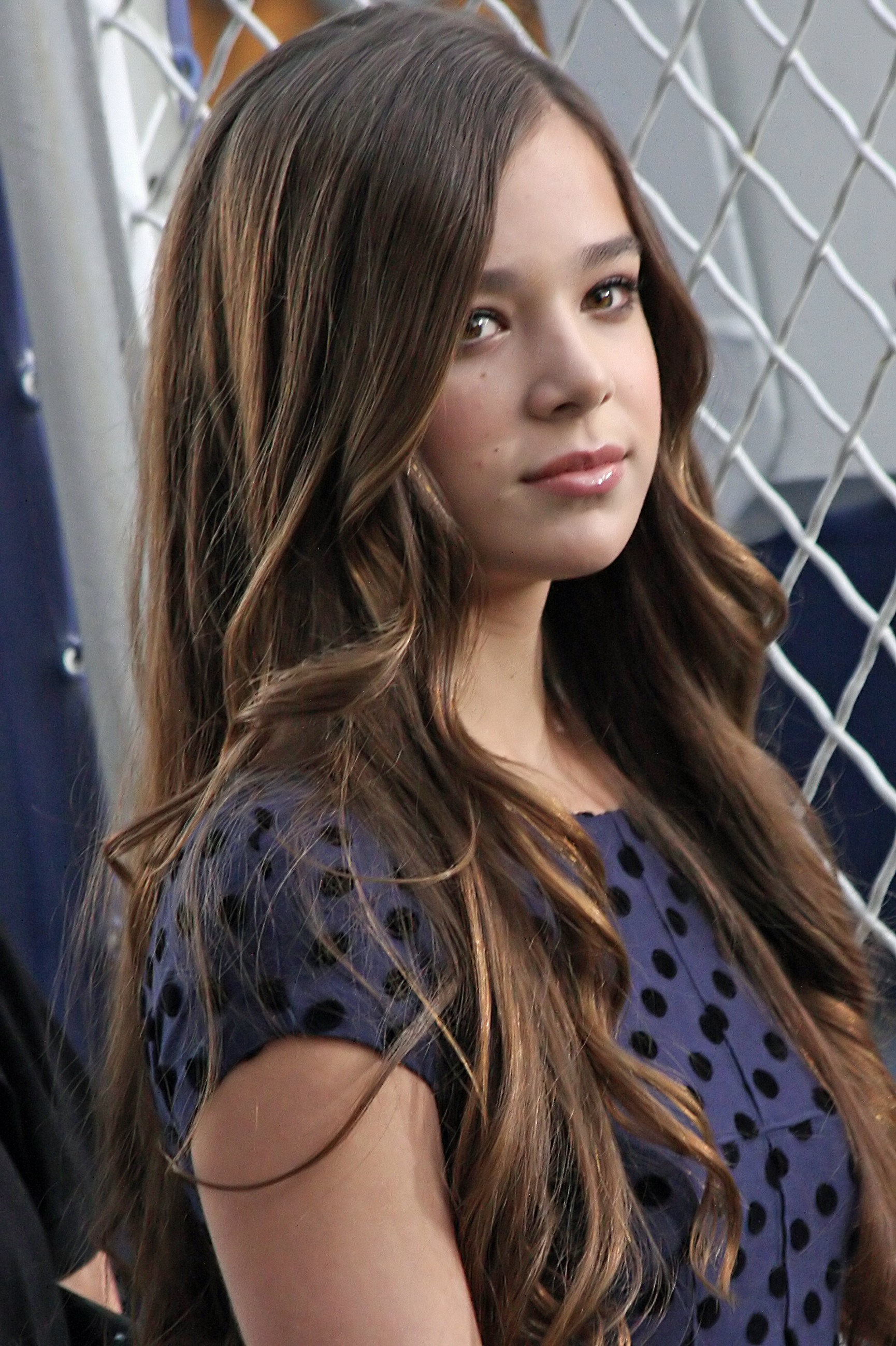
2010년 9월, 영화 《세크러테어리엇》 시사회에서 스타인펠드

스타인펠드는 만 10세때부터 연기를 시작했다. 그녀는 영화제에서 수상을 한 단편 영화 《쉬즈 폭스》에서 탈리아 알든 역할을 포함한  여러 편의 단편 영화에 출연했다. 그녀는 여러 TV 프로그램의 게스트 출연과 광고에 출연했다. 스타인펠드는 만 13살 때, 15000:1의 경쟁을 뚫고 영화 《더 브레이브》의 매티 로스 역할에 캐스팅 됐다. 이 영화는 2010년 12월에 전세계에 공개되었고, 타임 매거진의 리처드 콜리스는 그녀의 연기를 2010년 Top 10 영화 연기 중 하나로 꼽았으며, 스타인펠드에 대해 "거만한 대화를 가장 쉬운 모국어처럼 전달하고, 나쁜 놈들을 노려보고, 마음을 이긴다. 그것은 진정한 선물이다."라고 썼다. 로스앤젤레스 타임스의 평론가 로저 이버트와, 롤링 스톤 또한 찬사를 보냈다. 스타인펠드는 제83회 아카데미상 여우조연상 후보에 지명됐다. 《더 브레이브》이 공개된 지 5개월 만인 2011년 5월 스타인펠드는 이탈리안 디자이너 브랜드 미우 미우의 새로운 얼굴로 발탁되었다. 또한 2011년 스타인펠드는 만 14세 때 윌리엄 셰익스피어의 로미오와 줄리엣를 각색한 2013년 영화에서 줄리엣 카플렛 역할에 캐스팅 되었다. 이 역할은 원래 22세 여배우를 대상으로 한 것으로, 영화의 노출에 대한 우려가 있었기 때문에 감독은 미성년자인 스타인펠드의 출연이 결정됐을 때 14세의 나이에 적합하도록 각본을 변경했다고 설명했다. 시나리오 작가는 영화의 순결성을 중요하게 여겨 주인공은 "결혼하기 전까지는 사랑을 하지 않는다"고 덧붙였다. 이 영화는 2013년 10월 미국과 전세계적으로 공개되었지만 좋지 못한 평가를 받았다. 스타인펠드는 2013년 영화 《비긴 어게인》에서 마크 러팔로이 분한 주인공 댄의 딸 바이올렛 역할을 연기했다. 이 영화는 2014년 6월 27일 미국에서 한정 개봉되었고, 7월 11일에 확대 개봉된 주말에 134,064 달러를 벌어 들였다. 8월 29일 와인스타인 컴퍼니에서 재개봉되었다. 스타인펠드는 올슨 스캇 카드가 쓴 동명의 공상 과학 액션 모험 소설을 각색한 영화 《엔더스 게임》에서 패트라 아카니안 역할을 연기했다. 이 영화는 2013년 11월 1일에 공개되었다. 파라마운트 픽처스는 2011년 캣 패트릭의 소설 포가튼에 대한 영화 제작에 대한 권리를 구입하였고, 2015년에 촬영 될 프로젝트로 그녀가 런던 레인을 연기 할 것이라고 발표했다. 2014년 스타인펠드는 다니엘 핸들러의 로맨틱 코미디 소설 와이 위 브로크 업을 각색한 영화에서 민 그린 역할로 출연한다고 발표되었지만 영화는 아직까지 제작되지 않았다.

### 2015-현재:피치퍼펙트 2, EP 앨범Haiz와 기타 프로젝트

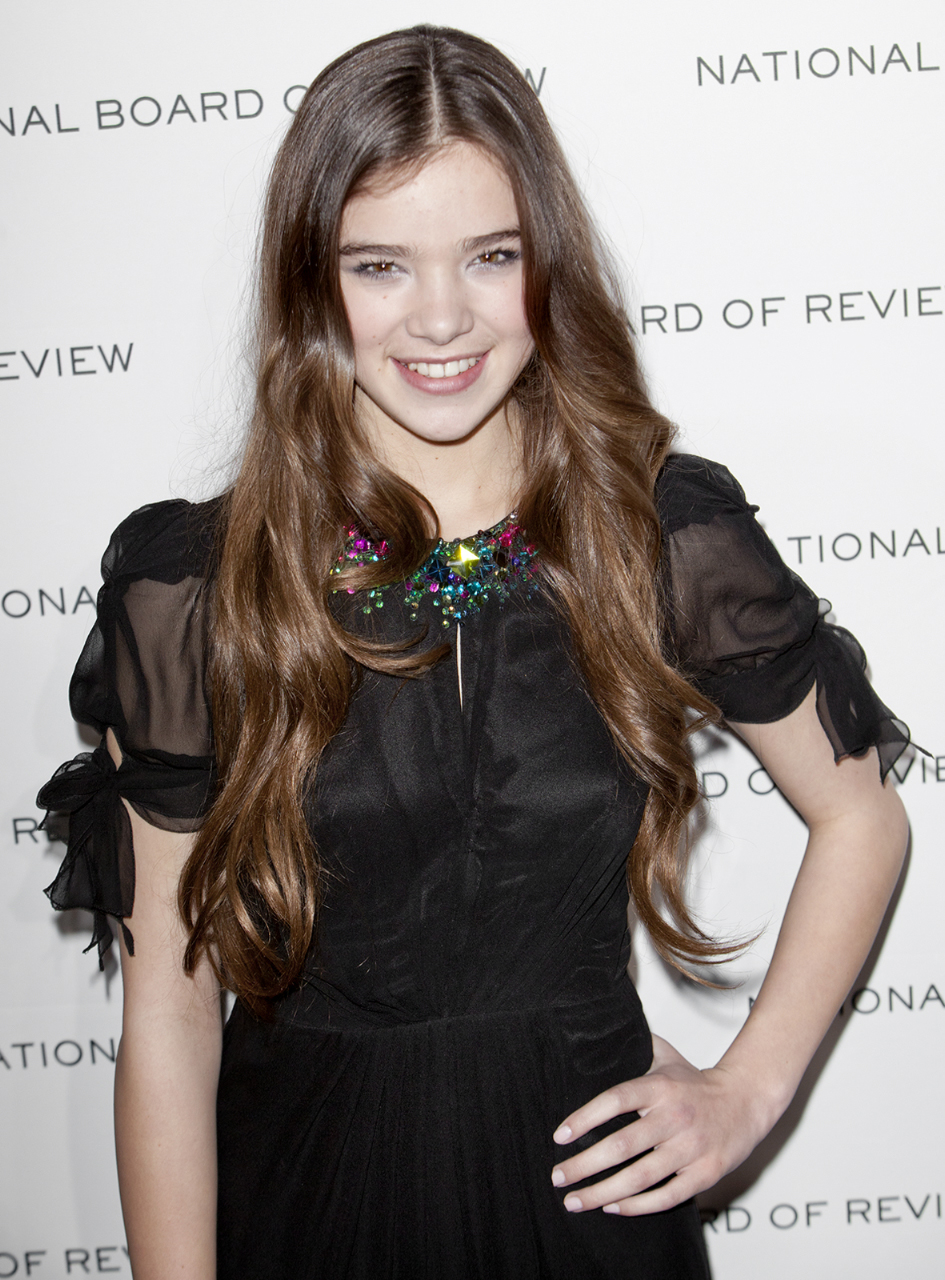
뉴욕 시의 시프리아니 42번가에서 열린 2011 내셔널 리뷰 보드 영화 갈라에 참석한 스타인펠드

그녀는 2015년 1월 23일 선댄스 영화제에서 초연 된 영화 《일만명의 성자들》에서 《엔더스 게임》(2013)에서 공연한 배우 에이사 버터필드와 재회하며 상대 역할인 엘리자 역할에 캐스팅 되었다. 스타인펠드는 당초 2015년 영화 《포 더 도그》의 여주인공에 캐스팅 물망에 올랐으나, 결국 엠마 로버츠로 대체되었다. 2014년 봄, 스타인펠드는 톨레랑스 박물관에서 열린 안네 프랑크 전시회에서 안네의 목소리를 맡아 나레이션을 했다. 10월에는 제니퍼 E. 스미스가 쓴 동명의 소설 The Statistical Probability of Love at First Sight을 바탕으로 한 영화에 해들리 역할로 출연했다고 발표 되었다. 스타인펠드는 2015년 1월, 카렌 리스너의 청소년 소설 캐리 필비을 각색한 영화에 출연했다고 발표 되었다. 3월 스타인펠드는 일본 애니메이션 《추억의 마니》에서 애나를 연기하는 키어넌 십카의 상대 역할인 주인공 마니의 목소리 더빙을 연기했다.  스타인펠드는 테일러 스위프트의 싱글 "Bad Blood"의 뮤직 비디오에 출연했다. 이 비디오는 2015년 5월 17일 2015 빌보드 뮤직 어워드에서 첫 공개되었다.
2015년, 스타인펠드는 안나 켄드릭, 레벨 윌슨과 또한 감독을 맡은 엘리자베스 뱅크스와 함께 영화 《피치 퍼펙트: 언프리티 걸즈》에 공연했다. 그녀는 뉴욕에서의 한 행사에서 헤일리는 리퍼블릭 레코드 대표 앞에서 그녀의 노래를 열창했고, 레이블에 사인했다. 5월에, 리퍼블릭 레코드는 레코드 계약을 발표했고, 스타인펠드는 그녀의 첫 번째 발매 작업을 하였다. 2015년 4월, 스타인펠드는 다니엘 워터스의 청소년 소설 내 마음을 1000번이나 아프게 한을 각색한 영화의 주인공으로 캐스팅 되었고, 스콧 스피어가 감독을 맡는다고 발표 되었다. 2015년 7월, 스타인펠드는 숀 멘데스의 싱글 "Stitches"를 어쿠스틱 버전으로 커버한 곡을 발표했다. 다음 달에는 스타인펠드의 데뷔 싱글 "Love Myself"가 리퍼블릭 레코드를 통해 발매되었다. 스타인펠드는 이 곡을 "자존감"에 관한 곡이라 소개했으나, 미디어에서는 "자위행위"를 부추겼다는 암시적인 가사로 불리며 미디어에 대한 관심을 불러 일으켰다. 2015년 11월, 스타인펠드는 데뷔 EP Haiz를 발매했다. "헤이즈"(Haiz)는 원래 팬들이 헤일리를 부르는 별칭이다. 그래서 헤일리는 팬들에게 선물하는 마음으로 앨범명을 "헤이즈"로 지었다. Haiz는 매트먼 & 로빈이 프로듀싱하고 줄리아 마이클스와 저스틴 트렌터가 공동 작사를 했다. 이 EP는 발매와 함께 팝더스트, 벌쳐, 나일론에서 혼합 되는 리뷰를 받았다. 2016년 스타인펠드는 미국의 펑크 밴드인 DNCE가 피처링한 신곡에서 두 번째 싱글 "Rock Bottom"을 발표했다. 그녀의 싱글 "Starving"은 2016년 7월 발매되었다. 이 노래는 그레이와 제드가 공동 작업 한 곡으로 이탈리아, 뉴질랜드, 스웨덴, 영국과 미국에서 동시에 최대 플래티넘으로 거듭 났으며, 호주에서는 더블 플래티넘, 캐나다에서는 트리플 플래티넘을 인증 받았다. 스타인펠드는 켈리 프레몬이 감독하고 각본을 쓴 성장 코미디 영화 《지랄발광 17세》에서 주인공 네이든 버드 역할을 연기하며, 블레이크 제너, 우디 해럴슨과 키라 세지윅과 공연했다. 이 영화는 2016년 11월 18일에 공개되었고, 스타인펠드의 연기는 비평가들의 찬사를 받으며 2017 골든 글로브상 영화 뮤지컬·코미디 부문 여우주연상 후보에 올랐다. 스타인펠드는 에밀리 정크 역할로 《피치 퍼펙트 3》(2017)에 다시 출연하였고, 범블비 중심의 트랜스포머 영화인 《범블비》의 주인공 역할에 캐스팅 되었다. 스타인펠드는 2017년에 두 장의 싱글을 발표했는데, 미국 빌보드 핫 100 차트에서 58위를 기록한 "Most Girls"와 9월에 스웨덴 레코딩 프로듀서 알레소와 플로리다 조지아 라인와 리퍼블릭 레코드의 작곡가인 앤드류 와트가 피처링에 참여한 "Let Me Go"라는 앨범을 발표했으며, 메인스트림 Top 40 차트에서 14위를 차지했다. 2017년 12월, 스타인펠드는 찰리 푸스의 투어 Voicenotes Tour의 오프닝 액트에 참여한다고 확인되었다. 2018년 3월, 스타인펠드는 그녀의 데뷔 정규 앨범 wrapping up에서 작업하는 것이 확인되었다.

## 필모그래피

### 영화
| 년도 | 제목                                                                 | 역할                   | 참고                    |
| ---- | -------------------------------------------------------------------- | ---------------------- | ----------------------- |
| 2008 | 헤더: 어 페어리 테일 Heather: A Fairytale                            | 헤더                   | 단편 영화               |
| 2008 | 쉬즈 폭스 She's a Fox                                                | 탈리아 앨던            | 단편 영화               |
| 2010 | 위드아웃 윙스 Without Wings                                          | 알리슨                 | 단편 영화               |
| 2010 | 그랑 크뤼 Grand Cru                                                  | 소피                   | 단편 영화               |
| 2010 | 더 브레이브 True Grit                                                | 매티 로스              |                         |
| 2013 | 미워하고 사랑하고 Hateship Loveship                                  | 사비샤                 |                         |
| 2013 | 마법 팔찌 The Magic Bracelet                                         | 안젤라                 | 단편 영화               |
| 2013 | 로미오 앤 줄리엣 Romio & Juliet                                      | 줄리엣 카플렛          |                         |
| 2013 | 엔더스 게임 Ender's Game                                             | 페트라 아케니언        |                         |
| 2014 | 비긴 어게인 Begin Again                                              | 바이올렛               |                         |
| 2014 | 쓰리데이즈 투 킬 3 Days to Kill                                      | 주이 러너              |                         |
| 2014 | 더 홈즈맨 The Homesman                                               | 타비사 허친슨          |                         |
| 2014 | 키핑 룸 The Keeping Room                                             | 루이스                 |                         |
| 2015 | 일만명의 성자들 Ten Thousand Saints                                  | 루이자                 |                         |
| 2015 | 피치 퍼펙트: 언프리티 걸즈 Pitch Perfect 2                           | 에밀리 정크            |                         |
| 2015 | 유니티 Unity                                                         | 내레이션               | 다큐멘터리 영화         |
| 2015 | 추억의 마니 When Marnie Was There                                    | 사사키 안나 (더빙)     | 애니메이션 영화, 영어판 |
| 2015 | 베어리 리셀 Barely Lethal                                            | 메건 월시              |                         |
| 2016 | 텀 라이프 Term Life                                                  | 케이트 바로우          |                         |
| 2016 | 지랄발광 17세 The Edge of Seventeen                                  | 네이딘 버드            |                         |
| 2017 | 피치 퍼펙트 3 Pitch Perfect 3                                        | 에밀리 정크            |                         |
| 2018 | 스파이더맨: 뉴 유니버스 Spider-Man: Into the Spider-Verse            | 스파이더 그웬 (목소리) |                         |
| 2018 | 범블비 Bumblebee                                                     | 찰리 왓슨              |                         |
| 2019 | 비트윈 투 펀스: 투어 스페셜 Between Two Ferns: The Movie             | 본인                   |                         |
| 2019 | 미녀 삼총사 Charlie's Angels                                         | 앤젤 지원자            | 카메오                  |
| 2023 | 스파이더맨: 어크로스 더 유니버스 Spider-Man: Across the Spider-Verse | 스파이더 그웬 (목소리) |                         |
| 2025 | 씨너스: 죄인들 Sinners                                               | 메리                   |                         |
| 2027 | 스파이더맨: 비욘드 더 유니버스 Spider-Man: Beyond the Spider-Verse   | 스파이더 그웬 (목소리) |                         |

### 텔레비전
| 년도      | 제목                          | 역할                   | 참고                       |
| --------- | ----------------------------- | ---------------------- | -------------------------- |
| 2007      | 백 투 유 Back to you          | 어린 소녀              | 에피소드: "Gracie's Bully" |
| 2010      | 여름 캠프 Summer Camp         | 샤이야 맷슨            | 텔레비전 영화              |
| 2010      | 썬즈 오브 투싼 Sons of Tucson | 베다니                 | 에피소드: "Chicken Pox"    |
| 2019-2021 | 디킨슨 Dickinson              | 에밀리 디킨슨          | 주연 및 제작               |
| 2021      | 아케인 Arcane                 | 바이                   | 목소리 출연                |
| 2021      | 호크아이 Hawkeye              | 케이트 비숍 / 호크아이 | 주연                       |

### 뮤직 비디오
| 년도 | 노래(곡)          | 가수                                                              | 참고   |
| ---- | ----------------- | ----------------------------------------------------------------- | ------ |
| 2012 | "Endlessly"       | The Cab                                                           | [ 58 ] |
| 2015 | "Bad Blood"       | 테일러 스위프트                                                   | [ 59 ] |
| 2015 | "Love Myself"     | 헤일리 스타인펠드                                                 |        |
| 2015 | "Sing"            | 펜타토닉스                                                        |        |
| 2016 | "Rock Bottom"     | 헤일리 스타인펠드 feat. DNCE                                      |        |
| 2016 | "Starving"        | 헤일리 스타인펠드, 그레이 feat. 제드                              |        |
| 2017 | "At My Best"      | 머신 건 켈리 feat. 헤일리 스타인펠드                              |        |
| 2017 | "Most Girls"      | 헤일리 스타인펠드                                                 |        |
| 2017 | "Let Me Go"       | 헤일리 스타인펠드, 알레소 feat. 플로리다 조지아 라인, 앤드류 와트 |        |
| 2018 | "Capital Letters" | 헤일리 스타인펠드, BloodPop                                       | [ 60 ] |

## 음반 목록

### EP
- Haiz (2015)

## 투어

### 오프닝 액트
- 메건 트레이너 – The Untouchable Tour](2016)
- 케이티 페리 – Witness: The Tour(2018)
- 찰리 푸스 – Voicenotes Tour(2018)

## 수상 및 후보
| 연도 | 작품                       | 시상식                                                  | 부문                                 | 결과 | 출처          |
| ---- | -------------------------- | ------------------------------------------------------- | ------------------------------------ | ---- | ------------- |
| 2010 | 더 브레이브                | 얼라이언스 오브 우먼 필름 저널리스트(여성 영화기자협회) | 최우수 신인 연기상                   | 후보 | [ 61 ]        |
| 2010 | 더 브레이브                | 얼라이언스 오브 우먼 필름 저널리스트(여성 영화기자협회) | 최우수 여우조연상                    | 후보 | [ 61 ]        |
| 2010 | 더 브레이브                | 오스틴 영화 비평가 협회                                 | 최우수 여우조연상                    | 수상 | [ 62 ]        |
| 2010 | 더 브레이브                | 센트럴 오하이오 영화 비평가 협회                        | 최우수 여우조연상                    | 수상 | [ 63 ]        |
| 2010 | 더 브레이브                | 시카고 영화 비평가 협회                                 | 최우수 여우조연상                    | 수상 | [ 64 ]        |
| 2010 | 더 브레이브                | 시카고 영화 비평가 협회                                 | 가장 유망한 연기상                   | 후보 | [ 64 ]        |
| 2010 | 더 브레이브                | 크리틱스 초이스 영화상                                  | 최우수 아역연기상                    | 수상 | [ 65 ]        |
| 2010 | 더 브레이브                | 크리틱스 초이스 영화상                                  | 최우수 여우조연상                    | 후보 | [ 65 ]        |
| 2010 | 더 브레이브                | 댈러스-포트워스 영화 비평가 협회                        | 최우수 여우조연상                    | 후보 | [ 66 ]        |
| 2010 | 더 브레이브                | 휴스턴 영화 비평가 협회                                 | 최우수 여우조연상                    | 수상 | [ 67 ]        |
| 2010 | 더 브레이브                | 인디아나 영화 비평가 협회                               | 최우수 여우조연상                    | 수상 | [ 68 ]        |
| 2010 | 더 브레이브                | 캔사스시티 영화 비평가 협회                             | 최우수 여우조연상                    | 수상 | [ 69 ]        |
| 2010 | 더 브레이브                | 라스베이거스 영화 비평가 협회                           | 최우수 아역배우상                    | 수상 | [ 70 ] [ 71 ] |
| 2010 | 더 브레이브                | 런던 영화 비평가 협회                                   | 올해의 여우주연상                    | 후보 |               |
| 2010 | 더 브레이브                | 온라인 영화 비평가 협회                                 | 최우수 여우조연상                    | 수상 | [ 72 ]        |
| 2010 | 더 브레이브                | 피닉스 영화 비평가 협회                                 | 최우수 여우조연 부문 아역연기상      | 수상 |               |
| 2010 | 더 브레이브                | 사우스이스턴 영화 비평가 협회                           | 최우수 여우조연상                    | 수상 |               |
| 2010 | 더 브레이브                | 세인트루이스 게이트웨이 영화 비평가 협회                | 최우수 여우조연상                    | 후보 | [ 73 ]        |
| 2010 | 더 브레이브                | 토론토 영화 비평가 협회                                 | 최우수 여우조연상                    | 수상 | [ 74 ]        |
| 2010 | 더 브레이브                | 밴쿠버 영화 비평가 협회                                 | 최우수 여우조연상                    | 수상 |               |
| 2010 | 더 브레이브                | 워싱턴 D.C. 아레아 영화 비평가 협회                     | 최우수 여우조연상                    | 후보 | [ 75 ]        |
| 2011 | 더 브레이브                | 영 아티스트 어워드(젊은 예술가상)                       | 장편영화 최우수 연기 부문 아역연기상 | 수상 | [ 76 ]        |
| 2011 | 더 브레이브                | 미국 배우 조합상(SAG)                                   | 영화 부문 최우수 여우조연상          | 후보 | [ 77 ]        |
| 2011 | 더 브레이브                | 영국 아카데미상(BAFTA)                                  | 최우수 여우주연상                    | 후보 | [ 78 ]        |
| 2011 | 더 브레이브                | 미국 아카데미상                                         | 최우수 여우조연상                    | 후보 | [ 79 ]        |
| 2011 | 더 브레이브                | 내셔널 무비 어워드                                      | 올해의 연기상                        | 후보 | [ 80 ]        |
| 2011 | 더 브레이브                | 엠파이어상                                              | 최우수 여자 신인상                   | 후보 |               |
| 2011 | 더 브레이브                | 새턴상                                                  | 아역 배우 부문 최우수 연기상         | 후보 | [ 81 ]        |
| 2011 | 더 브레이브                | MTV 무비 & TV 어워드                                    | 최고의 신인상                        | 후보 |               |
| 2011 | 더 브레이브                | 틴 초이스 어워드                                        | 초이스 무비: 주목할만한 여자배우상   | 후보 | [ 82 ]        |
| 2013 | 자신                       | 막스 마라                                               | 미래의 얼굴                          | 수상 | [ 83 ]        |
| 2015 | 피치 퍼펙트: 언프리티 걸즈 | 틴 초이스 어워드                                        | 초이스 무비: 씬 스틸러상             | 후보 | [ 84 ]        |
| 2016 | 자신                       | 아이하트 라디오 뮤직 어워드                             | 빅거스트 트리플 트리트상             | 후보 | [ 85 ]        |
| 2016 | 지랄발광 17세              | 워싱턴 D.C. 아레아 영화 비평가 협회                     | 최우수 아역연기상                    | 후보 | [ 86 ]        |
| 2016 | 지랄발광 17세              | 여성 영화 비평가 협회                                   | 최우수 여자 아역연기상               | 수상 | [ 87 ]        |
| 2017 | 지랄발광 17세              | 크리틱스 초이스 영화상                                  | 최우수 아역연기상                    | 후보 | [ 88 ] [ 89 ] |
| 2017 | 지랄발광 17세              | 크리틱스 초이스 영화상                                  | 최우수 코미디 여우주연상             | 후보 | [ 88 ] [ 89 ] |
| 2017 | 지랄발광 17세              | 골든 글로브상                                           | 영화 뮤지컬·코미디 부문 여우주연상   | 후보 | [ 90 ]        |
| 2017 | 자신                       | 니켈로디언 키즈 초이스 어워드                           | 좋아하는 신인 아티스트상             | 후보 | [ 91 ]        |
| 2017 | 자신                       | 라디오 디즈니 뮤직 어워드                               | 올해의 주목할만한 가수상             | 후보 | [ 92 ]        |
| 2017 | "Starving"                 | 라디오 디즈니 뮤직 어워드                               | 최우수 크러쉬 노래상                 | 후보 | [ 92 ]        |
| 2017 | 지랄발광 17세              | MTV 무비 & TV 어워드                                    | 영화부문 최고의 배우상               | 후보 | [ 93 ]        |
| 2017 | 자신                       | 빌보드 뮤직 어워드                                      | Top 커버드 아티스트상                | 수상 | [ 94 ]        |
| 2017 | 지랄발광 17세              | 틴 초이스 어워드                                        | 초이스 무비: 드라마 여자배우상       | 후보 | [ 95 ]        |
| 2017 | 자신                       | 틴 초이스 어워드                                        | 초이스 뮤직: 여성 가수상             | 후보 | [ 95 ]        |
| 2017 | "Most Girls"               | 틴 초이스 어워드                                        | 초이스 싱글: 여성 가수상             | 후보 | [ 95 ]        |
| 2017 | 자신                       | MTV 유럽 뮤직 어워드(EMA)                               | 최우수 푸쉬 액트                     | 수상 | [ 96 ]        |
| 2018 | "Let Me Go"                | 디즈니 라디오 뮤직 어워드                               | 최우수 댄스 트랙상                   | 후보 | [ 97 ]        |
| 2018 | 피치 퍼펙트 3              | 틴 초이스 어워드                                        | 초이스 무비: 코미디 여자배우상       | 후보 | [ 98 ]        |
| 2018 | 빈칸                       | MTV 유럽 뮤직 어워드                                    | 최우수 팝상                          | 후보 | [ 99 ]        |